# Albert Hennig
Albert Hennig (* 7. Dezember 1907 in Leipzig; † 14. August 1998 in Zwickau) war ein deutscher Künstler aus der Bauhaus-Tradition. Er wird der Gruppe Die verschollene Generation zugerechnet.

## Leben und Werk
Hennig wurde 1907 in eine Arbeiterfamilie geboren und wuchs im Leipziger Stadtteil Kleinzschocher auf. Er lernte Betonbauer und trat 1923 der Sozialistischen Arbeiterjugend (SAJ) und 1928 der SPD bei. In der Zeit der Weltwirtschaftskrise war er von 1929 bis 1931 arbeitslos. Er begann autodidaktisch mit einer Zeiss Ikonta 6 × 9 cm zu fotografieren. Er bewarb sich mit einer Reihe Aufnahmen beim Bauhaus in Dessau. Er wurde 1932 angenommen und studierte bis 1933 vor allem in der Fachrichtung Reklame, Fotografie. Seine Lehrer in Dessau und nach der Schließung 1932 in Berlin waren Josef Albers (Vorkurs), Walter Peterhans (Fotografie), Hinnerk Scheper, Joost Schmidt, Ludwig Mies van der Rohe, Wassily Kandinsky und Paul Klee.
Hennigs Fotografien stehen in Motivik und Stil der sozialdokumentarischen Arbeiterfotografenbewegung der Weimarer Republik nahe, zu der Hennig in Leipzig auch aktiven Kontakt pflegte. Seine Fotoserie „Kinder der Straße“ im Auftrag der sozialdemokratischen Kinderfreundebewegung wurde 1933 bei der Besetzung des SPD-Büros in Leipzig von den Nationalsozialisten zerstört. Hennig wurde 1934 als Bauarbeiter dienstverpflichtet.
Nach dem Ende des Nazi-Staats gehörte er 1945 zu den Gründern der Gruppe „Bildender Künstler“ im Kulturbund Zwickau. Von 1948 bis 1951 war er Sekretär des Kulturbunds Zwickau und Beauftragter des FDGB für Ausstellungen in den Betrieben des Kreises Zwickau und 1952/1953 Oberreferent für bildende Kunst im Bezirk Chemnitz. Daneben betätigte er sich als Maler und Zeichner. Er war Mitglied des Verbands Bildender Künstler der DDR. Nach Differenzen mit der DDR-Kulturpolitik arbeitete er von 1952 bis 1972 notgedrungen als Betonbauer. Danach widmete er sich ausschließlich der Malerei. Hennig hatte in der DDR und im Ausland eine bedeutende Zahl von Einzelausstellungen und Ausstellungsbeteiligungen.
Die Erbengemeinschaft übergab 2008 den umfangreichen wie außergewöhnlichen künstlerischen Nachlass von Albert Hennig, bestehend aus 140 Zeichnungen, 2100 Skizzen und 20 Skizzenbüchern sowie ca. 180 Aquarellen, 70 Pastellen und Monotypien, aber auch Holzschnitte auf Papier und Stoff in vielen Varianten und Abzügen an die Kunstsammlungen Zwickau. Ein Konvolut an Archivalien, Fotos, Katalogen, Zeitschriften, Einladungskarten, Rezensionen und wichtigen Dokumenten, wie Vorlesungsmitschriften und Zeugnissen aus der Bauhaus-Zeit Hennigs von 1932 bis 1933 und Briefe der Künstlerfreunde, zum Beispiel von seinem Bauhaus-Kommilitonen Carl Marx oder des Gersdorfer Malers Heinz Tetzner, ergänzen die Arbeiten aus dem Nachlass. Damit haben die Zwickauer Kunstsammlungen umfangreiches Material dieser bedeutenden Zwickauer Künstlerpersönlichkeit erhalten können. Auf der Westempore der Kunstsammlungen wird ab 2009, dem „Jahr der Graphik“, in wechselnden Ausstellungen das Werk von Albert Hennig vorgestellt.
Ein Teil des fotografischen Nachlasses des Künstlers, der aus Fotografien (vor allem die originalen Vintage-Prints), Rollfilm- und Glasplattennegativen sowie weiteren seltenen Negativen aus der Bauhaus-Zeit besteht, konnte bereits durch die Förderung der Kulturstiftung des Freistaates Sachsen erworben werden.

## Preise
- Max-Pechstein-Preis (1991)
- Bundesverdienstkreuz 1. Klasse (17. Mai 1996)[1]

## Teilnahme an zentralen und wichtigen regionalen Ausstellungen in der DDR
- 1951: Chemnitz, Schlossbergmuseum (Mittelsächsische Kunstausstellung; mit dem Aquarell Auf dem Volksfest)

- 1963: Karl-Marx-Stadt, Museum am Theaterplatz („10 Jahre Architektur, bildende Kunst und bildnerisches Volksschaffen in Karl-Marx-Stadt“)[2]

- 1972/1973 und 1987/1988: Dresden, VII. und X. Kunstausstellung der DDR
- 1974 und 1985: Karl-Marx-Stadt, Bezirkskunstausstellungen
- 1977: Leipzig, Galerie am Sachsenplatz („Ausgewählte Aquarelle von DDR-Künstlern“)
- 1978: Leipzig, Galerie am Sachsenplatz („Collagen, Montagen, Frottagen von Künstlern der DDR“)
- 1984/1985 Karl-Marx-Stadt, Städtisches Museum am Theaterplatz („Retrospektive 1945 – 1984. Bildende Kunst im Bezirk Karl-Marx-Stadt“)